# Володин, Николай Павлович
Николай Павлович Володин (22 мая 1905 года, Уральск — 6 ноября 1965 года, Алма-Ата) — сотрудник советских органов безопасности, полковник, министр госбезопасности Киргизской ССР (1948—1952).

## Биография
С декабря 1919 по ноябрь 1921 сотрудник Уральского губернского отделения социального страхования, с ноября 1921 по апрель 1924 — в губернской ЧК, губернском отделении ГПУ в Уральске, с июня до сентября 1924 года — кассир в Уральской губернии, с ноября 1925 по март 1927 г. — помощник уполномоченного и уполномоченный Уральского губернского отдела ГПУ.
С марта 1927 г. по январь 1930 г. — ответственный секретарь городского совета Уральска, с 1929 — в ВКП(б), с февраля по сентябрь 1930 года — представитель Уральского окружного отдела ГПУ, с сентября 1930 года по сентябрь 1932 года — уполномоченный районного отделения ГПУ Казахской ССР, с сентября 1932 по май 1935 года — начальник районного отдела ГПУ/НКВД в Западно-Казахстанской области.
С мая 1935 до июня 1939 года — уполномоченный ответственный, начальник пункта управления, начальник 11-го отдела Управления Государственной Безопасности (УГБ) НКВД по Западно-Казахстанской области, с 7 апреля 1936 года — младший лейтенант, потом лейтенант госбезопасности, с июня 1939 по март 1941 года — глава 2-го отделения УГБ НКВД Алма-Атинской области, с 14 марта по 6 августа 1941 года — начальник Управления НКГБ Алма-Атинской области, с 28 апреля 1941 года — старший лейтенант госбезопасности.
С 6 августа 1941 года по 29 апреля 1945 года — начальник Управления НКВД Северо-Казахстанской области, с 11 февраля 1943 года — майор госбезопасности, с 29 апреля 1944 — подполковник. С 29 апреля по 1 октября 1945 г. — вновь начальник Управления НКГБ Алма-Атинской области, с 1 октября 1945 года по 10 января 1948 года — заместитель народного комиссара/министра госбезопасности Казахской ССР, 12 октября 1945 года произведен в полковники.
С 10 января 1948 года по 24 мая 1952 года — министр госбезопасности Киргизской ССР. С 24 мая 1952 по 16 марта 1953 — начальник Управления МГБ Тульской области, с 16 марта 1953 по 13 апреля 1954 года — начальник Управления МВД Тульской области, с июля 1954 г. на пенсии.
Похоронен на Центральном кладбище Алма-Аты.

## Награды
- Орден Ленина (дважды — 24 октября 1950 года и 31 января 1951)
- Орден Красного Знамени (4 февраля 1945)
- Орден Красной Звезды (3 ноября 1944)
- Орден Знак Почета (20 сентября 1943)